# Sovrani britannici

Stemma reale del re Carlo III

Stendardo reale britannico attualmente in uso

Questa è una lista di sovrani britannici, ovvero di coloro che hanno seduto su uno dei troni dei vari regni esistiti nelle Isole britanniche.

## Caratteristiche

### Delimitazione storica e geografica
Più precisamente, per monarchie esistite nelle isole britanniche si intendono:
- Il Regno d'Inghilterra, dall'871 fino al 1707 (incluso il Galles dagli Atti d'Unione del 1536-1543 al 1707);
- Il Regno di Scozia, dall'843 al 1707;
- La Signoria d'Irlanda, dal 1171 al 1541;
- Il Regno d'Irlanda, dal 1541 al 1801;
- Il Regno di Gran Bretagna, nato dall'unione di Inghilterra e Scozia, dal 1707 al 1801;
- Il Regno Unito di Gran Bretagna e Irlanda, nato dall'unione di Gran Bretagna e Irlanda, dal 1801 al 1927;
- Il Regno Unito di Gran Bretagna e Irlanda del Nord, così ufficialmente rinominato nel 1927 in seguito al riconoscimento della costituzione del nuovo Stato Libero d'Irlanda avvenuta nel 1922, in forza del trattato anglo-irlandese del 6 dicembre 1921.

### Titoli aggiuntivi
Nel 1328, alla morte di Carlo IV di Francia, suo nipote Edoardo III d'Inghilterra reclamò il trono francese. I monarchi, inglesi prima e britannici poi, da allora sino al 1800 si fregiarono anche del titolo di re di Francia.
Dal 1559 ad oggi i monarchi, inglesi prima e britannici poi, hanno avuto anche il titolo di Governatore supremo della Chiesa d'Inghilterra.

### Regni precedenti
Per i piccoli regni che esistettero prima della formazione di Inghilterra, Scozia o Galles, si veda:
- Sovrani leggendari della Britannia
- Bretwalda
- Sovrani del Galles
- Re dei Pitti
- Re di Dalriada
- Re di Strathclyde
- Re di Man
- Signore delle Isole
- Re dell'Anglia orientale
- Re dell'Essex
- Re del Kent
- Re del Sussex
- Re del Wessex
- Re di Mercia
- Re di Northumbria

## Titoli e trattamenti
I titoli reali possono spesso risultare oscuri poiché in alcuni casi vengono usati nomi di regni che esisteranno ufficialmente solo successivamente, oppure si tratta di regni già esistenti ma senza adozione immediata del titolo reale.
- Ad esempio, nell'ottobre 1604, un anno dopo che Giacomo VI di Scozia era diventato re d'Inghilterra, egli decretò che il titolo reale avrebbe usato il termine Gran Bretagna per riferirsi a "una corona imperiale" composta da Inghilterra e Scozia. Comunque usare quel titolo è problematico perché lo "stato" di Gran Bretagna venne creato solo con l'Atto di Unione del 1707. Né la corona unita veniva generalmente indicata come "imperiale". Inoltre, i monarchi continuarono ad usare gli ordinali connessi alle numerazioni dei due regni precedenti, ad esempio Giacomo VII/II. Per evitare confusioni, gli storici in generale si riferiscono quindi a tutti i monarchi fino al 1707 come monarchi di Inghilterra e Scozia (spiegando così i due ordinali quando questi esistono), con il titolo del monarca che segue accuratamente il nome o i nomi ufficiali dello stato o stati su cui regnava, quando differiva dal titolo reale ufficiale. Quindi anche se molti monarchi inglesi e britannici reclamarono la Francia come parte del loro titolo ufficiale, non avendo un tale titolo alcuna sostanza nella realtà, esso non viene indicato. Dopo l'Unione, l'ordinale usato è quello inglese o il maggiore tra i due - il risultato è comunque lo stesso e quindi non c'è una regola formale.
- In diversi documenti, compaiono i termini Regno di Gran Bretagna e Regno Unito di Gran Bretagna, anche sui documenti ufficiali come l'Atto di Unione del 1707. Molti storici presumono che Unito intendesse essere descrittivo (indicando un'unione come una forma di unità per matrimonio piuttosto che per coercizione). Per chiarezza e poiché il termine Unito è più fortemente associato con il successivo nome di Regno Unito di Gran Bretagna e Irlanda prodotto nell'Atto di Unione del 1800, il regno del 1707 viene generalmente indicato come Regno di Gran Bretagna.
- Similarmente, anche se lo Stato Libero d'Irlanda cessò di essere parte del Regno Unito di Gran Bretagna e Irlanda nel 1922, né il nome completo del Regno Unito, né il titolo reale vennero cambiati fino al Royal and Parliamentary Titles Act del 1927. In questo caso gli storici in genere datano retrospettivamente l'entrata in essere del moderno Regno Unito al dicembre del 1922, anche se in questo caso il cambio formale non avvenne per altri cinque anni.

L'elenco di monarchi qui di seguito non può essere esaustivo. La successione di molti troni spesso non è passata dolcemente da padre a figlio; mancanza di eredi, guerre civili, assassinii ed invasioni hanno condizionato l'ereditarietà in modi che un semplice elenco non può mostrare. Le relazioni che formano le pretese al trono sono annotate come le conosciamo, e sono indicate le date di regno.

## Elenco dei sovrani nella storia delle isole britanniche
| Sovrano/a                                        | Periodo             | Nota                                                                                             |
| ------------------------------------------------ | ------------------- | ------------------------------------------------------------------------------------------------ |
| RE DEGLI ANGLO-SASSONI • 871 – 927               |                     |                                                                                                  |
| Casato di Cerdic • 871-927                       |                     |                                                                                                  |
| Alfredo                                          | 871–899             | Figlio di Etelvulfo del Wessex, primo "Re degli Anglo-Sassoni"                                   |
| Edoardo                                          | 899–924             | Figlio di Alfredo                                                                                |
| Ethelweard                                       | 924                 | Figlio di Edoardo, regnò solo sul Wessex                                                         |
| Atelstano                                        | 924–927             | Figlio di Edoardo                                                                                |
| RE DEGLI INGLESI • 927 - 1066                    |                     |                                                                                                  |
| Casato di Cerdic • 927-1013/1016                 |                     |                                                                                                  |
| Atelstano                                        | 927–939             | Primo re di tutti gli anglosassoni e de facto primo "Re d'Inghilterra"                           |
| Edmondo I                                        | 939–946             | Figlio di Edoardo                                                                                |
| Edredo                                           | 946–955             | Figlio di Edoardo                                                                                |
| Edwing                                           | 955–959             | Figlio di Edmondo                                                                                |
| Edgardo                                          | 959–975             | Figlio di Edmondo                                                                                |
| Edoardo                                          | 975–978             | Figlio di Edgardo                                                                                |
| Etelredo II                                      | 978–1013 1014–1016  | Figlio di Edgardo                                                                                |
| Edmondo II                                       | 1016                | Figlio di Etelredo                                                                               |
| Dinastia di Gorm (Danimarca) • 1013/1016-1042    |                     |                                                                                                  |
| Sven I                                           | 1013–1014           |                                                                                                  |
| Canuto I                                         | 1016–1035           | Figlio di Sven                                                                                   |
| Aroldo I                                         | 1035–1040           | Figlio di Canuto                                                                                 |
| Canuto II                                        | 1040–1042           | Figlio di Canuto                                                                                 |
| Casato di Cerdic • 1042-1066                     |                     |                                                                                                  |
| Edoardo                                          | 1042–1066           | Figlio di Etelredo II                                                                            |
| Aroldo II                                        | 1066                | Cognato di Edoardo il Confessore                                                                 |
| Edgardo Atheling                                 | 1066                | Nipote di Edmondo II, proclamato re ma mai incoronato                                            |
| RE D'INGHILTERRA • 1066-1199                     |                     |                                                                                                  |
| Casa di Normandia • 1066-1154                    |                     |                                                                                                  |
| Guglielmo I                                      | 1066–1087           | Cugino di Edoardo il Confessore                                                                  |
| Guglielmo II                                     | 1087–1100           | Figlio di Guglielmo I                                                                            |
| Enrico I                                         | 1100–1135           | Figlio di Guglielmo I                                                                            |
| Stefano                                          | 1135–1154           | Nipote di Guglielmo I                                                                            |
| Plantageneti • 1154-1199                         |                     |                                                                                                  |
| Enrico II                                        | 1154–1189           | Nipote di Enrico I                                                                               |
| Riccardo I                                       | 1189–1199           | Figlio di Enrico II                                                                              |
| RE D'INGHILTERRA E SIGNORI D'IRLANDA • 1199-1542 |                     |                                                                                                  |
| Plantageneti • 1199-1399                         |                     |                                                                                                  |
| Giovanni                                         | 1199–1216           | Figlio di Enrico II                                                                              |
| Luigi VIII di Francia                            | 1216                | Marito della nipote di Giovanni, fu proclamato re ma mai incoronato                              |
| Enrico III                                       | 1216–1272           | Figlio di Giovanni                                                                               |
| Edoardo I                                        | 1272–1307           | Figlio di Enrico III                                                                             |
| Edoardo II                                       | 1307–1327           | Figlio di Edoardo I                                                                              |
| Edoardo III                                      | 1327–1377           | Figlio di Edoardo II                                                                             |
| Riccardo II                                      | 1377–1399           | Nipote di Edoardo III                                                                            |
| Casa di Lancaster • 1399-1471                    |                     |                                                                                                  |
| Enrico IV                                        | 1399–1413           | Nipote di Edoardo III                                                                            |
| Enrico V                                         | 1413–1422           | Figlio di Enrico IV                                                                              |
| Enrico VI                                        | 1422–1461 1470–1471 | Figlio di Enrico V                                                                               |
| Casa di York • 1461-1485                         |                     |                                                                                                  |
| Edoardo IV                                       | 1461–1470 1471–1483 | Pronipote di Edoardo III                                                                         |
| Edoardo V                                        | 1483                | Figlio di Edoardo IV                                                                             |
| Riccardo III                                     | 1483–1485           | Fratello di Edoardo IV                                                                           |
| Dinastia Tudor • 1485-1542                       |                     |                                                                                                  |
| Enrico VII                                       | 1485–1509           | Pronipote di Edoardo III                                                                         |
| Enrico VIII                                      | 1509–1542           | Figlio di Enrico VII, nipote di Edoardo IV                                                       |
| RE D'INGHILTERRA E D'IRLANDA • 1542-1603         |                     |                                                                                                  |
| Dinastia Tudor • 1542-1603                       |                     |                                                                                                  |
| Enrico VIII                                      | 1542–1547           | Figlio di Enrico VII, nipote di Edoardo IV                                                       |
| Edoardo VI                                       | 1547–1553           | Figlio di Enrico VIII                                                                            |
| Jane                                             | 1553                | Pronipote di Enrico VII. Proclamata regina il 10 luglio 1553 ma deposta da Maria I 9 giorni dopo |
| Maria I                                          | 1553–1558           | Figlia di Enrico VIII                                                                            |
| Filippo II di Spagna                             | 1554–1558           | Regnante jure uxoris in quanto sposo di Maria I                                                  |
| Elisabetta I                                     | 1558–1603           | Figlia di Enrico VIII                                                                            |

| Sovrano/a                          | Periodo         | Nota                                                                            |
| ---------------------------------- | --------------- | ------------------------------------------------------------------------------- |
| RE DI SCOZIA • 843 – 1286          |                 |                                                                                 |
| Casato degli Alpin • 843-1034      |                 |                                                                                 |
| Kenneth I                          | 843–858         |                                                                                 |
| Donald I                           | 858-862         | Fratello di Kenneth I                                                           |
| Costantino I                       | 862-877         | Figlio di Kenneth I                                                             |
| Aedh                               | 877-878         | Figlio di Kenneth I                                                             |
| Eochaid                            | 878-889         | Nipote di Aedh assieme a Giric (?)                                              |
| Giric                              | 878-889         | Cugino di Aedh assieme a Eochaid (?)                                            |
| Donald II                          | 889-900         | Figlio di Costantino I                                                          |
| Costantino II                      | 900-943         | Figlio di Aedh                                                                  |
| Malcolm I                          | 943-954         | Figlio di Donald II                                                             |
| Indulf                             | 954-962         | Figlio di Costantino II                                                         |
| Dubh                               | 962-966         | Figlio di Malcolm I                                                             |
| Cuilén                             | 966-971         | Figlio di Indulf                                                                |
| Kenneth II                         | 971-973         | Figlio di Malcolm I                                                             |
| Amlaib                             | 973-977         | Figlio di Indulf                                                                |
| Kenneth II                         | 977-995         | 2º regno                                                                        |
| Costantino III                     | 995-997         | Figlio di Culen                                                                 |
| Kenneth III                        | 997-1005        | Figlio di Dubh                                                                  |
| Malcolm II                         | 1005-1034       | Figlio di Kenneth II                                                            |
| Casato dei Dunkeld • 1034-1040     |                 |                                                                                 |
| Duncan I                           | 1034-1040       | Nipote di Malcolm II                                                            |
| Casato dei Moray • 1040-1058       |                 |                                                                                 |
| Macbeth                            | 1040-1057       | Nipote di Malcolm II                                                            |
| Lulach                             | 1057-1058       | Nipote di Kenneth III                                                           |
| Casato dei Dunkeld • 1058-1286     |                 |                                                                                 |
| Malcolm III                        | 1058-1093       | Figlio di Duncan I                                                              |
| Donald III                         | 1093-1094 -1097 | Figlio di Duncan I                                                              |
| Duncan II                          | 1094            | Figlio di Malcolm III                                                           |
| Edgar                              | 1097-1107       | Figlio di Malcolm III                                                           |
| Alessandro I                       | 1107-1124       | Figlio di Malcolm III                                                           |
| Davide I                           | 1124-1153       | Figlio di Malcolm III                                                           |
| Malcolm IV                         | 1153-1165       | Nipote di Davide I                                                              |
| Guglielmo I                        | 1165-1214       | Nipote di Davide I                                                              |
| Alessandro II                      | 1214-1249       | Figlio di Guglielmo I                                                           |
| Alessandro III                     | 1249-1286       | Figlio di Alessandro II                                                         |
| Dinastia Bellachioma • \|1286-1290 |                 |                                                                                 |
| Margherita                         | 1286-1290       | Nipote di Alessandro III, morì prima di essere incoronata. Contestata           |
| PRIMO INTERREGNO • 1286 – 1292     |                 |                                                                                 |
| Guardiano di Scozia                | 1286-1292       |                                                                                 |
| RE DI SCOZIA • 1292 – 1296         |                 |                                                                                 |
| Casato dei Balliol • 1292-1296     |                 |                                                                                 |
| Giovanni                           | 1292–1296       | Pronipote di Davide I                                                           |
| SECONDO INTERREGNO • 1296 – 1306   |                 |                                                                                 |
| Guardiano di Scozia                | 1296-1306       | Guerre d'indipendenza scozzesi                                                  |
| RE DI SCOZIA • 1306 – 1625         |                 |                                                                                 |
| Clan Bruce • 1306-1371             |                 |                                                                                 |
| Roberto I                          | 1306–1329       | Pronipote di Davide I                                                           |
| Davide II                          | 1329–1371       | Figlio di Roberto I                                                             |
| Clan Stewart • 1371-1625           |                 |                                                                                 |
| Roberto II                         | 1371–1390       | Nipote di Roberto I                                                             |
| Roberto III                        | 1390–1406       | Figlio di Roberto II                                                            |
| Giacomo I                          | 1406–1437       | Figlio di Roberto III                                                           |
| Giacomo II                         | 1437–1460       | Figlio di Giacomo I                                                             |
| Giacomo III                        | 1460-1488       | Figlio di Giacomo II                                                            |
| Giacomo IV                         | 1488-1513       | Figlio di Giacomo III                                                           |
| Giacomo V                          | 1513-1542       | Figlio di Giacomo IV                                                            |
| Maria I (Maria Stuarda)            | 1542-1567       | Figlia di Giacomo V                                                             |
| Giacomo VI                         | 1567-1625       | Figlio di Maria Stuarda; dal 1603 anche re d'Inghilterra e Irlanda (vedi infra) |

### Inghilterra, Scozia, Irlanda
| Nel 1603, alla morte di Elisabetta I d'Inghilterra, nubile e senza figli, Giacomo VI di Scozia, suo cugino di terzo grado e figlio di Maria Stuart, ereditò il trono inglese. Da allora, Inghilterra, Scozia e Irlanda ebbero lo stesso Sovrano. |                                            | | | | |
| Sovrano/a | Periodo                                    | Note | Sovrano/a | Periodo | Note |
| RE D'INGHILTERRA E D'IRLANDA • 1603 – 1707 | RE D'INGHILTERRA E D'IRLANDA • 1603 – 1707 | RE D'INGHILTERRA E D'IRLANDA • 1603 – 1707 | RE DI SCOZIA • 1603 – 1707 | RE DI SCOZIA • 1603 – 1707 | RE DI SCOZIA • 1603 – 1707 |
| Casa Stuart • 1603-1649 | Casa Stuart • 1603-1649                    | Casa Stuart • 1603-1649 | Casa Stuart • 1603-1649 | Casa Stuart • 1603-1649 | Casa Stuart • 1603-1649 |
| Giacomo I | 1603-1625                                  | Figlio di Maria Stuarda, cugina di secondo grado di Elisabetta I, e pronipote di Enrico VII d'Inghilterra per parte di entrambi i genitori.. Dato che la regina Elisabetta era morta nubile e senza figli, le successe anche al trono inglese. | Giacomo VI | 1603-1625 | Figlio di Maria Stuarda, cugina di secondo grado di Elisabetta I, e pronipote di Enrico VII d'Inghilterra per parte di entrambi i genitori. Dato che la regina Elisabetta era morta nubile e senza figli, le successe anche al trono inglese. |
| Carlo I | 1625–1649                                  | Figlio di Giacomo I. | Carlo I | 1625–1649 | Figlio di Giacomo VI. |
| Organo di governo | Periodo                                    | Note | Note | Note | Note |
| COMMONWEALTH D'INGHILTERRA • 1649 – 1653 |                                            | | | | |
| Consiglio di Stato | 1649–1653                                  | È stato un organo di governo, per la salvaguardia del Commonwealth d'Inghilterra, istituito per volere del Rump Parliament il 14 febbraio 1649 come conseguenza dell'esecuzione di re Carlo I avvenuta il 30 gennaio 1649. | È stato un organo di governo, per la salvaguardia del Commonwealth d'Inghilterra, istituito per volere del Rump Parliament il 14 febbraio 1649 come conseguenza dell'esecuzione di re Carlo I avvenuta il 30 gennaio 1649. | È stato un organo di governo, per la salvaguardia del Commonwealth d'Inghilterra, istituito per volere del Rump Parliament il 14 febbraio 1649 come conseguenza dell'esecuzione di re Carlo I avvenuta il 30 gennaio 1649. | È stato un organo di governo, per la salvaguardia del Commonwealth d'Inghilterra, istituito per volere del Rump Parliament il 14 febbraio 1649 come conseguenza dell'esecuzione di re Carlo I avvenuta il 30 gennaio 1649. |
| Lord Protettore | Periodo                                    | Note | Note | Note | Note |
| PROTETTORATO • 1653 – 1659 |                                            | | | | |
| Oliver Cromwell | 1653–1658                                  | Oliver Cromwell sciolse il Parlamento e governò da solo con la carica a vita di Lord Protettore, poi trasmessa al figlio. | Oliver Cromwell sciolse il Parlamento e governò da solo con la carica a vita di Lord Protettore, poi trasmessa al figlio. | Oliver Cromwell sciolse il Parlamento e governò da solo con la carica a vita di Lord Protettore, poi trasmessa al figlio. | Oliver Cromwell sciolse il Parlamento e governò da solo con la carica a vita di Lord Protettore, poi trasmessa al figlio. |
| Richard Cromwell | 1658–1659                                  | Nel 1659 Richard Cromwell abdicò. Vi fu un periodo di anarchia sino alla restaurazione del 1660. | Nel 1659 Richard Cromwell abdicò. Vi fu un periodo di anarchia sino alla restaurazione del 1660. | Nel 1659 Richard Cromwell abdicò. Vi fu un periodo di anarchia sino alla restaurazione del 1660. | Nel 1659 Richard Cromwell abdicò. Vi fu un periodo di anarchia sino alla restaurazione del 1660. |
| Sovrano/a | Periodo                                    | Note | Sovrano/a | Periodo | Note |
| RE D'INGHILTERRA E D'IRLANDA • 1660 – 1707 | RE D'INGHILTERRA E D'IRLANDA • 1660 – 1707 | RE D'INGHILTERRA E D'IRLANDA • 1660 – 1707 | RE DI SCOZIA • 1649 – 1651 / 1660 – 1707 | RE DI SCOZIA • 1649 – 1651 / 1660 – 1707 | RE DI SCOZIA • 1649 – 1651 / 1660 – 1707 |
| Casa Stuart • 1660-1707 | Casa Stuart • 1660-1707                    | Casa Stuart • 1660-1707 | Casa Stuart • 1649-1651 / 1660-1707 | Casa Stuart • 1649-1651 / 1660-1707 | Casa Stuart • 1649-1651 / 1660-1707 |
| Carlo II | 1660–1685                                  | Figlio di Carlo I. | Carlo II | 1649–1651 1660–1685 | Figlio di Carlo I. Il Parlamento scozzese lo nominò re di Scozia il 5 febbraio 1649 a Edimburgo e fu incoronato a Scone nel 1651. |
| Giacomo II | 1685–1688                                  | Figlio di Carlo I e fratello minore di Carlo II, venne deposto con la Gloriosa Rivoluzione. | Giacomo VII | 1685–1688 | Figlio di Carlo I e fratello minore di Carlo II, venne deposto con la Gloriosa Rivoluzione. |
| Maria II | 1689–1694                                  | Figlia di Giacomo II. Regnò congiuntamente con il marito, Guglielmo III. | Maria II | 1689–1694 | Figlia di Giacomo VII. Regnò congiuntamente con il marito, Guglielmo II. |
| Guglielmo III | 1689–1702                                  | Guglielmo I come Re d'Irlanda. Nipote di Carlo I. Appartenente alla Casa d'Orange-Nassau, fu nominato re congiuntamente con la moglie, Maria II, mantenendo anche la sua carica di Statolder di alcune delle Province Unite. | Guglielmo II | 1689–1702 | Nipote di Carlo I. Appartenente alla Casa d'Orange-Nassau, fu nominato re congiuntamente con la moglie, Maria II, mantenendo anche la sua carica di Statolder di alcune delle Province Unite. |
| Anna | 1702–1707                                  | Figlia di Giacomo II e sorella minore di Maria II. | Anna | 1702–1707 | Figlia di Giacomo II e sorella minore di Maria II. |
| Nel 1707 l'Atto di Unione unisce il Regno d'Inghilterra e il Regno di Scozia nel Regno di Gran Bretagna. |                                            | | | | |
| Sovrano/a | Periodo                                    | Note | Note | Note | Note |
| RE DI GRAN BRETAGNA E D'IRLANDA • 1707 – 1800 |                                            | | | | |
| Casa Stuart • 1707-1714 |                                            | | | | |
| Anna | 1707–1714                                  | Figlia di Giacomo II e sorella minore di Maria II. | Figlia di Giacomo II e sorella minore di Maria II. | Figlia di Giacomo II e sorella minore di Maria II. | Figlia di Giacomo II e sorella minore di Maria II. |
| Casa di Hannover • 1714-1800 |                                            | | | | |
| Giorgio I | 1714–1727                                  | Pronipote di Giacomo I. Dato che nessuno dei figli della regina Anna visse fino all'età adulta e tutti morirono prima di lei, fu designata come sua erede la sua parente protestante più prossima, la cugina di secondo grado Sofia del Palatinato, principessa elettrice consorte di Hannover, figlia di Elisabetta Stuart, primogenita di Giacomo I. Sofia morì però due mesi prima della regina, quindi il trono fu ereditato da suo figlio Giorgio. | Pronipote di Giacomo I. Dato che nessuno dei figli della regina Anna visse fino all'età adulta e tutti morirono prima di lei, fu designata come sua erede la sua parente protestante più prossima, la cugina di secondo grado Sofia del Palatinato, principessa elettrice consorte di Hannover, figlia di Elisabetta Stuart, primogenita di Giacomo I. Sofia morì però due mesi prima della regina, quindi il trono fu ereditato da suo figlio Giorgio. | Pronipote di Giacomo I. Dato che nessuno dei figli della regina Anna visse fino all'età adulta e tutti morirono prima di lei, fu designata come sua erede la sua parente protestante più prossima, la cugina di secondo grado Sofia del Palatinato, principessa elettrice consorte di Hannover, figlia di Elisabetta Stuart, primogenita di Giacomo I. Sofia morì però due mesi prima della regina, quindi il trono fu ereditato da suo figlio Giorgio. | Pronipote di Giacomo I. Dato che nessuno dei figli della regina Anna visse fino all'età adulta e tutti morirono prima di lei, fu designata come sua erede la sua parente protestante più prossima, la cugina di secondo grado Sofia del Palatinato, principessa elettrice consorte di Hannover, figlia di Elisabetta Stuart, primogenita di Giacomo I. Sofia morì però due mesi prima della regina, quindi il trono fu ereditato da suo figlio Giorgio. |
| Giorgio II | 1727–1760                                  | Figlio di Giorgio I. | Figlio di Giorgio I. | Figlio di Giorgio I. | Figlio di Giorgio I. |
| Giorgio III | 1760–1800                                  | Nipote di Giorgio II. | Nipote di Giorgio II. | Nipote di Giorgio II. | Nipote di Giorgio II. |
| Nel 1801, con l'Atto di Unione, il Regno di Gran Bretagna e il Regno d'Irlanda furono uniti nel Regno Unito di Gran Bretagna e Irlanda. |                                            | | | | |
| RE DEL REGNO UNITO DI GRAN BRETAGNA E IRLANDA • 1801 – 1922 |                                            | | | | |
| Casa di Hannover • 1801-1901 |                                            | | | | |
| Giorgio III | 1801–1820                                  | Nipote di Giorgio II. Dal 1811 alla morte del re nel 1820, il Principe di Galles, Giorgio (futuro re con il nome di Giorgio, IV), è Principe Reggente. | Nipote di Giorgio II. Dal 1811 alla morte del re nel 1820, il Principe di Galles, Giorgio (futuro re con il nome di Giorgio, IV), è Principe Reggente. | Nipote di Giorgio II. Dal 1811 alla morte del re nel 1820, il Principe di Galles, Giorgio (futuro re con il nome di Giorgio, IV), è Principe Reggente. | Nipote di Giorgio II. Dal 1811 alla morte del re nel 1820, il Principe di Galles, Giorgio (futuro re con il nome di Giorgio, IV), è Principe Reggente. |
| Giorgio IV | 1820–1830                                  | Figlio di Giorgio III. | Figlio di Giorgio III. | Figlio di Giorgio III. | Figlio di Giorgio III. |
| Guglielmo IV | 1830–1837                                  | Figlio di Giorgio III e fratello minore di Giorgio IV. | Figlio di Giorgio III e fratello minore di Giorgio IV. | Figlio di Giorgio III e fratello minore di Giorgio IV. | Figlio di Giorgio III e fratello minore di Giorgio IV. |
| Vittoria | 1837–1901                                  | Nipote di Giorgio III, succedette a suo zio Guglielmo IV poco dopo aver compiuto i 18 anni. | Nipote di Giorgio III, succedette a suo zio Guglielmo IV poco dopo aver compiuto i 18 anni. | Nipote di Giorgio III, succedette a suo zio Guglielmo IV poco dopo aver compiuto i 18 anni. | Nipote di Giorgio III, succedette a suo zio Guglielmo IV poco dopo aver compiuto i 18 anni. |
| Casa di Sassonia-Coburgo-Gotha • 1901-1917 |                                            | | | | |
| Edoardo VII | 1901–1910                                  | Figlio di Vittoria. | Figlio di Vittoria. | Figlio di Vittoria. | Figlio di Vittoria. |
| Giorgio V | 1910–1917                                  | Figlio di Edoardo VII. | Figlio di Edoardo VII. | Figlio di Edoardo VII. | Figlio di Edoardo VII. |
| Casa reale di Windsor • 1917-1922 |                                            | | | | |
| Giorgio V | 1917–1922                                  | Figlio di Edoardo VII. | Figlio di Edoardo VII. | Figlio di Edoardo VII. | Figlio di Edoardo VII. |
| Nel 1922 lo Stato Libero d'Irlanda lascia il Regno Unito. Il nome del regno venne emendato nel 1927 per riflettere il cambiamento, assumendo così la denominazione di Regno Unito di Gran Bretagna e Irlanda del Nord.                           |                                            | | | | |
| RE DEL REGNO UNITO DI GRAN BRETAGNA E IRLANDA DEL NORD • dal 1922 |                                            | | | | |
| Casa reale di Windsor • dal 1922 |                                            | | | | |
| Giorgio V | 1922–1936                                  | Figlio di Edoardo VII. | Figlio di Edoardo VII. | Figlio di Edoardo VII. | Figlio di Edoardo VII. |
| Edoardo VIII | 1936                                       | Figlio di Giorgio V; abdicò in favore del fratello Albert, che assunse il nome di Giorgio VI. | Figlio di Giorgio V; abdicò in favore del fratello Albert, che assunse il nome di Giorgio VI. | Figlio di Giorgio V; abdicò in favore del fratello Albert, che assunse il nome di Giorgio VI. | Figlio di Giorgio V; abdicò in favore del fratello Albert, che assunse il nome di Giorgio VI. |
| Giorgio VI | 1936–1952                                  | Figlio di Giorgio V, salì al trono dopo l'abdicazione del fratello maggiore, Edoardo VIII. | Figlio di Giorgio V, salì al trono dopo l'abdicazione del fratello maggiore, Edoardo VIII. | Figlio di Giorgio V, salì al trono dopo l'abdicazione del fratello maggiore, Edoardo VIII. | Figlio di Giorgio V, salì al trono dopo l'abdicazione del fratello maggiore, Edoardo VIII. |
| Elisabetta II | 1952–2022                                  | Figlia di Giorgio VI. | Figlia di Giorgio VI. | Figlia di Giorgio VI. | Figlia di Giorgio VI. |
| Carlo III | dal 2022                                   | Figlio di Elisabetta II. | Figlio di Elisabetta II. | Figlio di Elisabetta II. | Figlio di Elisabetta II. |

## Linea di successione
Legenda

     Re dei Gewissæ (519 - 685)

     Re del Wessex (685 - 871)

     Re degli Anglo-Sassoni (871 - 927)

     Re degli Inglesi (927 - 1066)

     Re degli Inglesi (contestato, 1066)

     Re d'Inghilterra (1066 - 1199)

     Re d'Inghilterra (contestato, 1216)

     Re d'Inghilterra e Signore d'Irlanda (1199 - 1542)

     Re d'Inghilterra e d'Irlanda (1542 - 1603)

     Re d'Inghilterra, di Scozia e d'Irlanda (1603 - 1707)

     Re di Gran Bretagna e d'Irlanda (1707 - 1800)

     Re del Regno Unito di Gran Bretagna e Irlanda (1801 - 1922)

     Re del Regno Unito di Gran Bretagna e Irlanda del Nord (dal 1922)

### Tavola
Note:
- per una maggiore fruibilità della tavola si è scelto di inserire solo le consorti, o i consorti, con i quali i regnanti hanno avuto discendenza;
- le date in corsivo più piccole si riferiscono al periodo di regno.